# منتخب جزر توركس وكايكوس لكرة السلة
منتخب جزر توركس وكايكوس لكرة السلة هو ممثل جزر توركس وكايكوس الرسمي في المنافسات الدولية في كرة السلة .